# Ixora ebracteolata
Ixora ebracteolata är en måreväxtart som beskrevs av Elmer Drew Merrill. Ixora ebracteolata ingår i släktet Ixora och familjen måreväxter. Inga underarter finns listade i Catalogue of Life.